# Степанов, Борис Григорьевич
Борис Григорьевич Степанов (19 марта 1941, Москва — 28 июля 2017, Москва) — советский и российский журналист, радиолюбитель-коротковолновик (позывной сигнал UW3AX/RU3AX), второй Президент Союза радиолюбителей России, специалист в области радиоэлектроники, кандидат физико-математических наук, конструктор техники для любительской радиосвязи, автор книг и статей по коротковолновой любительской радиосвязи, первый заместитель главного редактора журнала «Радио» (1976—2017), главный редактор журнала «КВ-журнал» (1992—1998), главный редактор журнала «Радиолюбитель. Вестник СРР» (2004—2017). Почётный радист Российской Федерации. Мастер спорта СССР, судья всесоюзной категории по радиоспорту. Автор, руководитель и исполнитель ряда радиолюбительских проектов, сыгравших заметную роль в отечественном и международном радиолюбительском движении.

## Биография
Родился 19 марта 1941 года в Москве. Окончил Московский физико-технический институт. Работал научным сотрудником в Институте радиотехники и электроники Академии наук СССР. С 1975 года работал в редакции журнала «Радио» в должности заместителя, а затем — первого заместителя главного редактора. Главный редактор журнала «КВ-журнал» (приложение к журналу «Радио») с момента его основания в 1992 году (издавался по 1998 год). Главный редактор журнала «Радиолюбитель. Вестник СРР» с момента его основания в 2004 году. Член Союза журналистов, действительный член Академии изобретательства.

### Радиолюбительская деятельность
- Начал заниматься радиолюбительством в 1952 году.
- В 1953 году получил наблюдательский позывной UA3-371 и вышел в эфир на радиостанции UA3KAS Городского дома пионеров г. Москвы.
- В 1960 году получил личный радиолюбительский позывной UW3AX (в 1992 году позывной был изменён на RU3AX[4][5]).
- Мастер спорта СССР, судья Всесоюзной категории по радиоспорту.
- В Федерации радиоспорта СССР в разные годы был членом комитета коротких волн (КВ), председателем комитета по международным связям, членом президиума.
- Принимал участие в составе делегаций ФРС СССР и СРР в нескольких конференциях Первого района Международного радиолюбительского союза (IARU). На четырёх из них входил в состав Исполнительного комитета Первого района. Был на протяжении многих лет членом комитета по коротким волнам Первого района IARU.

- Автор, соорганизатор, руководитель и исполнитель ряда значительных радиолюбительских проектов. В их числе —
  - очно-заочные соревнования по радиосвязи, доросшие до Всемирного командного чемпионата по радиосвязи на коротких волнах (WRTC);
  - любительская радиостанция на борту орбитального комплекса «Мир» (1988)[6] и на Международной космической станции (2000)[7];
  - еженедельные информационные выпуски «На любительских диапазонах» в массовой газете ДОСААФ «Советский патриот» (1960-е—1990-е годы);
  - несколько радиоэкспедиций на остров Малый Высоцкий (начиная с 1988 года, позывной 4J1FS)[8];
  - радиоэкспедиция с позывным 4L0K по побережью и островам Северного Ледовитого океана (Тикси — Усть-Оленёк — остров Котельный — Амбарчик), посвящённая 70-летию со дня рождения Э. Т. Кренкеля (1973—1974 годы, оператор Борис Суров, UA0QBM, впоследствии UA3U)[9].
- Автор книги «Справочник коротковолновика» (три издания) и других книг.
- Опубликовал около 1000 статей по вопросам радиолюбительства и радиоспорта (не считая более 1000 еженедельных выпусков «На любительских диапазонах»).
- Автор нескольких популярных конструкций связной и измерительной аппаратуры. В частности, в соавторстве с Г. Г. Шульгиным (UA3ACM, позже — UZ3AU, затем — RZ3CC) создал трансиверы «Радио-76» и «Радио-77».
- Принимал участие в организации серийного производства наборов на основе трансивера «Радио-76» для изготовлении трансиверов «Электроника-Контур-80» и приёмника «Электроника-160RX».

## Награды
- Звание «Мастер связи».
- Золотая и две серебряные медали ВДНХ СССР — за научные разработки в области радиотехники и электроники[10].
- Нагрудные знаки «Почётный радист», «Отличник печати» и «Отличник физической культуры и спорта».
- Имя Бориса Степанова (RU3AX) внесено в 2016 году (№ 290) в Зал Славы наиболее популярного в мире радиолюбительского журнала «CQ Amateur Radio» (США)[11][12].